# Joyride (canción de Kesha)
«Joyride» es una canción de la cantautora estadounidense Kesha. Fue lanzada el 4 de julio de 2024 por su propio sello discográfico como el sencillo principal de su sexto álbum de estudio Period (2025). La canción marca el primer lanzamiento de la cantante desde su salida de RCA y Kemosabe Records. El sencillo fue escrito por ella misma en conjunto con Madison Love y Zhone, quien también produjo la canción.
«Joyride» debutó en el número 88 de la lista de sencillos de Reino Unido, lo que supuso su primera entrada en solitario desde «Praying» en 2017.

## Antecedentes y lanzamiento
Entre 2014 y 2023, Kesha se vio envuelta en una batalla legal con su antiguo productor, Dr. Luke. En un principio, ella lo había demandado por agresión sexual y lesiones, y luego él lo contrademandó por difamación. La demanda detuvo la carrera de Kesha durante unos años y en 2016 presentó una orden judicial preliminar para ser liberada de su contrato con RCA Records y Kemosabe Records, que firmó cuando tenía 18 años. Se le denegó la medida cautelar y desde entonces ha lanzado tres álbumes más bajo el sello. Su quinto y último álbum, Gag Order, se publicó en mayo de 2023. Su demanda iba a ir a juicio en julio de 2023, pero se llegó a un acuerdo un mes antes de la fecha del juicio, poniendo fin así a la larga demanda de casi una década. En diciembre de 2023, se informó oficialmente de que Kesha había roto con RCA y Kemosabe, así como con su equipo de gestión, Vector Management. "Necesitaba un nuevo comienzo en mi vida, así que nos hemos separado, pero siempre estaré agradecida por lo que hemos hecho", dijo Kesha en un comunicado a Variety. Firmó con un nuevo equipo de management, Crush Music a finales de febrero de 2024.  En una entrevista con V Magazine, Kesha había insinuado sobre la música diciendo que hay un día marcado cuando ella es libre para lanzar música. 
Kesha anunció el single el 29 de junio de 2024 con un vídeo teaser. Inicialmente se burló de una letra, "GET IN LOSER" con una foto en las redes sociales burlándose del título de la canción y la fecha de lanzamiento. La cantante aparecía luciendo vinilo rojo y transparencias. El single ha sido publicado por el sello discográfico de Kesha, Kesha Records, a través de Warner Chappell Music. La canción marca el primer lanzamiento de Kesha desde su salida de RCA y Kemosabe Records, así como su primer lanzamiento como artista independiente. Kesha presentó la canción cuatro días antes de su lanzamiento en Brooklyn en el Planet Pride.

## Composición
"Joyride" dura un total de dos minutos y treinta segundos, y se describe como un tema de electropop y EDM. La canción es una composición de celebración "audaz" con influencias hyperpop y polka, utilizando acordeones, sintetizadores pesados y voces moduladas. La canción supone el regreso del estilo "talk-singing" de Kesha, que recuerda a sus primeros trabajos. En la letra, Kesha utiliza metáforas que comparan la conducción de coches con el amor propio, la autoestima y el empoderamiento.

## Crítica
"Joyride" recibió críticas positivas de críticos y publicaciones. Zoe Guy de Vulture calificó la canción como un "bombazo" que está perfectamente en sintonía con el verano. Tomás Mier de Rolling Stone calificó la canción como "deliciosamente campy" con sabor a un "verano despreocupado de Kesha". Variety se hizo eco de los sentimientos de Guy, describiendo la canción como un "electro-banger" perfectamente sincronizado para el verano, así como una llamada a sus éxitos anteriores como "Tik Tok" y "We R Who We R". 

## Lista de canciones
Digital download and streaming
1. "Joyride" – 2:30

Digital download and streaming – EP
1. "Joyride" – 2:30
2. "Joyride" (radio edit) – 2:30
3. "Joyride" (instrumental) – 2:28
4. "Joyride" (a capela) – 2:22

Digital download and streaming (remixes)
1. "Joyride" – 2:30
2. "Joyride" (radio edit) – 2:30
3. "Joyride" (extended) – 4:25
4. "Joyride" (Revved Up remix) – 2:04
5. "Joyride" (slowed) – 2:59
6. "Joyride" (sped up) – 2:08
7. "Joyride" (instrumental) – 2:28
8. "Joyride" (a capela) – 2:22

## Posicionamiento en listas
| Lista (2024)                                 | Mejor posición |
| -------------------------------------------- | -------------- |
| Estados Unidos (Bubbling Under Hot 100)      | 6              |
| Estados Unidos (Hot Dance/Electronic Songs)  | 6              |
| Irlanda (IRMA)                               | 83             |
| Nueva Zelanda New Zealand Hot Singles (RMNZ) | 17             |
| Reino Unido (UK Singles Chart)               | 88             |
| Reino Unido (UK Indie Chart)                 | 27             |

## Historial de lanzamiento
| Región | Fecha               | Formatos                    | Versione(s) | Discográfica  | Ref.   |
| ------ | ------------------- | --------------------------- | ----------- | ------------- | ------ |
| Varios | 4 de julio de 2024  | Descarga digital, streaming | Original    | Kesha Records |        |
| Varios | 19 de julio de 2024 | Descarga digital, streaming | EP          | Kesha Records |        |
| Varios | 2 de agosto de 2024 | Descarga digital, streaming | Remixes     | Kesha Records |        |
| Varios | noviembre de 2024   | LP                          | Original    | Kesha Records | [ 19 ] |